# Ліздінь Георгій Янович
Георгій Янович (Григорій Якович) Ліздінь (1864, тепер Латвія — 1937, тепер Російська Федерація) — радянський партійний діяч. Член Центральної контрольної комісії ВКП(б) з 31 травня 1924 по 14 листопада 1927 року. Член ВЦВК.

## Життєпис
Працював робітником Балтійського заводу Санкт-Петербурга.
Брав участь у революційному русі з 1892 року. Член РСДРП з 1903 року.
У 1917 році — член Василеострівського підрайонного комітету РСДРП(б) міста Петрограда, депутат Петроградської ради робітничих депутатів від Балтійського заводу.
Учасник Жовтневого перевороту 1917 року в Петрограді, один із організаторів Червоній гвардії на Балтійському заводі Петрограда.
З 1918 року — член виконавчого комітету Петроградської ради.
На 1919 рік — голова надзвичайної трійки Василеострівського районного комітету РКП(б) Петрограда.
На 1925—1926 роки — член заводського комітету Балтійського заводу міста Ленінграда.
18 грудня 1927 року виключений із ВКП(б) за участь у «троцькістсько-зінов'євській опозиції». У 1928 році відмежувався від опозиції та був відновлений в членах ВКП(б). У 1935 році знову виключений із партії.
Репресований у 1937 році. Посмертно реабілітований.